# HMS Protector (schip, 2001)
HMS Protector is een ijsbreker en patrouilleschip van de Britse marine, die in 2000 is gebouwd in Noorwegen. Onder de naam MV Polarbjørn (Noors: ijsbeer) werkte zij als charterschip als een ijsbreker voor poolonderzoek en als onderzees ondersteuningsschip. In 2011 werd ze gecharterd als tijdelijke vervanger van het ijsbreker en patrouilleschip HMS Endurance en werd begin september 2013 aangekocht door het Britse Ministerie van Defensie. Het kreeg pennantnummer (A173).

## Dienstgeschiedenis (Noorwegen)
Polarbjørn is ontworpen en gebouwd voor lange Antarctische expedities en voor het ondersteunen van onderzeese werkzaamheden. Polarbjørn was uitgerust voor DP2-klasse  en heeft accommodatie voor 100 bemanningsleden. Grote laadruimen en open gebieden op dek bieden opslagcapaciteit voor ROV's en aanverwante apparatuur. Een 50-tons knikarmkraan en het 25-tons achtersteven A-frame maken het mogelijk om apparatuur over de zijkant en over de achtersteven te plaatsen.
Polarbjørn werkte in de "spot"-markt, in korte termijn charterwerk. In 2009 werd het schip gecharterd voor elektromagnetisch onderzoek in de Noordzee, de Noorse Zee en de Barentszzee. Ze werd door een terugslag in het bedrijfsleven in 2010 minder gebruikt, met een gebruik van slechts 33%.
Voorafgaand aan het charter van de Britse marine onderging ze een tiendaagse aanpassing in Odense, Denemarken. Het helikopterdek, oorspronkelijk boven haar brug, werd verplaatst boven het achterschip en er is een multibeam-echolood voor landmeetkundige werkzaamheden geïnstalleerd. Haar motoren en versnellingsbakken werden verbeterd en ze werd aangepast om het vervoer mogelijk te maken van de hulpvaartuigen en voertuigen (onderzoeksboten, terreinvoertuigen) die worden gebruikt ter ondersteuning van de British Antarctic Survey.

## Dienstgeschiedenis (Britse marine)

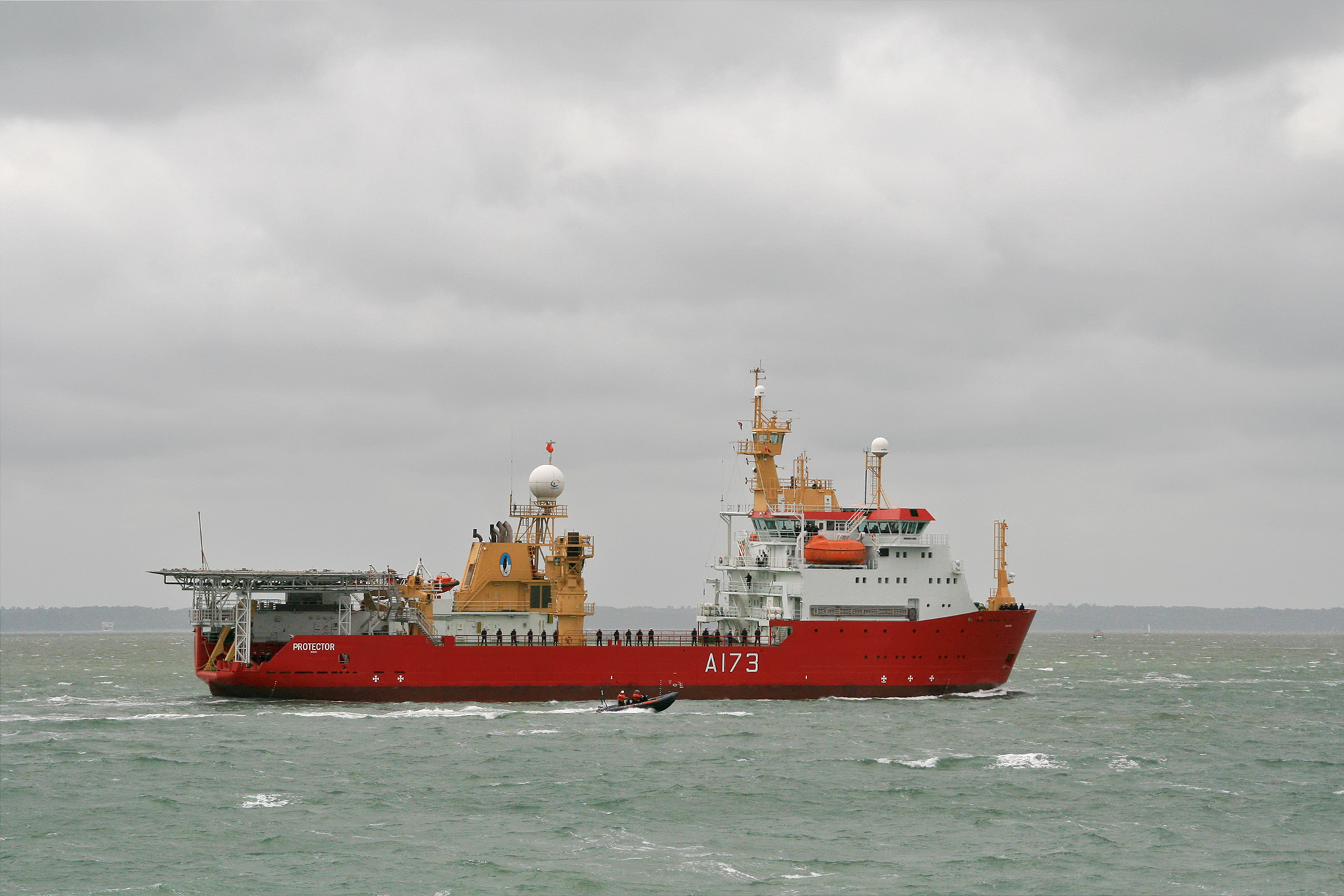
HMS Protector in de buurt van HMNB Portsmouth op 23 mei 2011 met marinebemanning op het dek

Vanaf april 2011 werd ze voor drie jaar gecharterd door de Britse marine als tijdelijke vervanging voor het ijsbreker en patrouilleschip HMS Endurance, en werd omgedoopt tot HMS Protector. De jaarlijkse kosten van het charter bedroegen £8,7 miljoen. In september 2013 kocht het Britse Ministerie van Defensie het schip rechtstreeks van GC Rieber Shipping, voor £51 miljoen In oktober 2013 kondigde het Britse Ministerie van Defensie aan dat vanaf 1 april 2014 de thuishaven van het schip zou veranderen van HMNB Portsmouth naar HMNB Devonport, de locatie van het Hydrografie- en Meteorologiespecialisatiecentrum en andere onderzoeksschepen van de Britse marine zijn gevestigd.
Ze werd op 23 juni 2011 bij de Britse marine in gebruik genomen onder de naam HMS Protector. De inbedrijfstellingsceremonie vond plaats op de 50e verjaardag van het Antarctisch Verdrag. In september 2011 begon HMS Protector aan een operationele zeetraining ter voorbereiding op haar eerste inzet in november.
In februari 2012, na het ontvangen van een noodoproep van de antarctische basis Comandante Ferraz op King George-eiland in de Zuidelijke Shetlandeilanden, voer HMS Protector uit om hulp te verlenen aan het Braziliaanse onderzoeksstation, nadat daar een grote brand was uitgebroken. 23 van haar bemanningsleden werden aan land gezet met brandblusapparatuur om de brand te bestrijden. Twee van de onderzoekers stierven bij het incident.

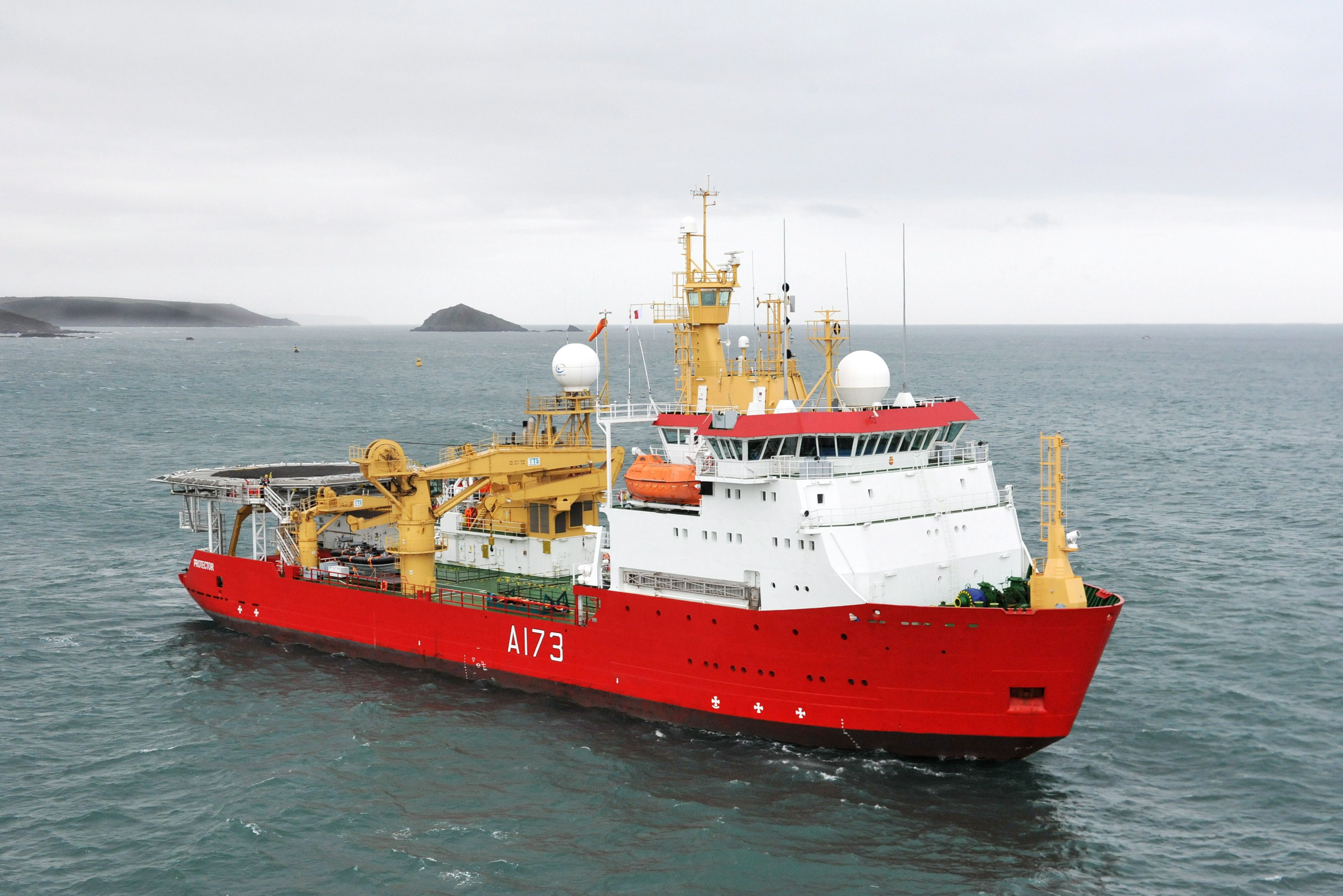
De HMS Protector in de buurt van Plymouth.

In maart en april 2012 opereerde het schip in de buurt van de Rothera onderzoeksbasis. Tijdens een groot bezoek heeft ze zo'n 170 kubieke meter vliegtuigbrandstof afgeleverd. Op 67° 34′ ZB was dit het meest zuidelijke bezoek van haar carrière tot op die datum, bijna 1300 km van Kaap Hoorn, het zuidelijkste puntje van Zuid-Amerika. De bemanning deed mee aan een 'Olympische Winterspelen' met wetenschappers van de British Antarctic Survey.
Op weg naar haar tweede inzet rond Antarctica onderzocht HMS Protector in oktober 2012 het wrak van de er RFA Darkdale in James Bay, Sint-Helena, als onderdeel van een beoordeling van de mogelijke bedreiging voor de omgeving van het eiland. Bij aankomst bij Antarctica in december ondersteunden haar aangewezen waarnemers van het Antarctisch verdrag een internationaal team dat inspecties uitvoerde van onderzoeksstations om de naleving van het Antarctisch verdrag te waarborgen.
Het schip vertrok in oktober 2013 voor haar derde Antarctische inzet. Ze bezocht Rothera opnieuw en voer toen via Marguerite Bay en bereikte een breedtegraad van 68° 12′ ZB, 1370 km van Kaap Hoorn.
In de noordelijke zomer van 2014 bracht het schip een bezoek aan het Caribisch gebied om te trainen voor het geven van humanitaire hulp, en hielp het ook enkele gemeenschapsprojecten op de Britse Maagdeneilanden.
Eind 2015 begon HMS Protector met een inzet van 20 maanden naar de Rosszee voor visserijpatrouilles en hydrografisch onderzoek. Het is de eerste keer sinds 1936 dat een schip van de Britse marine of de Britse regering opereert in de wateren ten zuiden van Australië en Nieuw-Zeeland. Naast de gebruikelijke uitrusting van het schip werden drie onbemande luchtvaartuigen (ontworpen en 3D-geprint door de Universiteit van Southampton) ingescheept. Nadat ze vertrok uit Devonport, bezocht HMS Protector de Seychellen en Diego Garcia onderweg (in het laatste geval werd zij het eerste oppervlakteschip van de Britse marine in acht jaar) voordat zij doorging naar Tasmanië, Australië. Begin december vertrok HMS Protector uit Hobart, Tasmanië om met visserijpatrouilles te beginnen. In januari 2016 voltooide het schip een patrouille van vijf weken in de Rosszee en voerde inspecties uit ter ondersteuning van het Verdrag inzake de instandhouding van de levende rijkdommen in de Antarctische wateren, met de hulp van zes ingescheepte Australische en Nieuw-Zeelandse specialisten. Het schip bezocht de basis Zucchelli en bereikte een breedtegraad van 77°56′ ZB. Bemanningsleden bezochten Scott's Hut op Kaap Evans. HMS Protector cirkelde in 2016 de wereld rond en legde meer dan 18.500 zeemijlen af.
In november 2017 werd HMS Protector, na een verzoek om hulp van de Argentijnse regering, opnieuw ingezet om internationale hulp te leveren om de vermiste onderzeeër ARA San Juan te vinden.

## Ingescheepte uitrusting
HMS Protector opereert verschillende kleine boten, waaronder de onderzoeksmotorboot James Caird IV, de werkboot Terra Nova en twee Pacific 22 RIB's Nimrod en Aurora. Ze heeft ook drie BV-206 terreinwagens en een aantal quads en trailers voor activiteiten op Antarctica, zoals het verplaatsen van winkels en uitrusting, aan boord. 
James Caird IV is een 10,5 meter lange ijsbestendige onderzoeksmotorboot gebouwd door Mustang Marine in Pembroke werf, gebaseerd op een ontwerp van bestaande British Antarctic Survey-boten. Het heeft een bemanning van vijf, plus maximaal vijf passagiers. De boot werd genaamd door Alexandra Shackleton, de kleindochter van Antarctische ontdekkingsreiziger Ernest Shackleton, tijdens de inbedrijfstellingsceremonie voor HMS Protector op 23 juni 2011. De naam van de boot herdenkt de reis van de James Caird die werd gemaakt door Shackleton in 1916.